# Isle of Man TT 1983
De TT van Man 1983 werd verreden van 4 tot 10 juni 1983 op de Snaefell Mountain Course op het eiland Man. Door de Interval-start reed men eigenlijk een tijdrace.

## Algemeen
Er waren in 1983 veel veranderingen in de klassen aangebracht. De Senior TT was altijd de belangrijkste race geweest, maar was de laatste jaren overklast door de Classic TT met zware motoren tot 1.000 cc. In 1982 had men een gecombineerde 350- en 500cc-Senior TT gereden, maar in 1983 werd de 350cc-klasse min of meer in ere hersteld als Junior 350 cc TT en de 500cc-klasse verviel min of meer. De 500cc-tweetakten mochten in de Formula One TT starten, maar ook in de Senior TT, die nu de naam Senior Classic TT kreeg en ook open stond voor viertakten tot 1.000 cc. De "echte" Junior TT bleef echter bestemd voor 250cc-motoren. Door het slechte weer moesten de Junior 350 cc TT en de Formula Two TT van woensdag 8 juni naar donderdag 9 juni worden verplaatst. 

## Formula One TT
4 juni, 6 ronden, tweetaktmotoren tot 500 cc, viertaktmotoren tot 1.000 cc. 
Met zijn op de Honda VF 750 F gebaseerde Honda RS 850 R-V4 reed Joey Dunlop al in de eerste ronde (met staande start) een nieuw record van 115,75 mijl per uur. Na de eerste ronde had hij al een voorsprong van 19 seconden op Mick Grant (Suzuki). Aan het einde van de vierde ronde reed Dunlop de pit in om een nieuwe achterband te laten monteren, wat hem 61 seconden kostte. Desalniettemin wist hij de Formula One TT te winnen met bijna een minuut voorsprong. 

### Uitslag Formula One TT
| Pos | Coureur          | Merk     | Tijd      | Snelheid   |
| --- | ---------------- | -------- | --------- | ---------- |
| 1   | Joey Dunlop      | Honda    | 1:59"06'4 | 114.03 mph |
| 2   | Mick Grant       | Suzuki   | 1:59"59'4 |            |
| 3   | Rob McElnea      | Suzuki   | 2:00"12'2 |            |
| 4   | Roger Marhall    | Honda    | 2:00"15'0 |            |
| 5   | Trevor Nation    | Suzuki   | 2:02"05'8 |            |
| 6   | Sam McClements   | Suzuki   | 2:03"51'8 |            |
| 7   | Jim Wells        | Kawasaki | 2:04"46'0 |            |
| 8   | Dave Hiscock     | Suzuki   | 2:06"03'4 |            |
| 9   | Michael Hunt     | Kawasaki | 2:07"06'6 |            |
| 10  | Alan Jackson jr. | Suzuki   | 2:07"40'4 |            |
| 11  | Denis Ireland    | Suzuki   | 2:09"27'8 |            |
| 12  | Ian Martin       | Suzuki   | 2:12"12'2 |            |
| 13  | John Heselwood   | Suzuki   | 2:13"09'8 |            |
| 14  | Roy Jeffreys     | Kawasaki | 2:13"32'8 |            |
| 15  | Mick Jeffreys    | Kawasaki | 2:17"21'0 |            |
| 16  | Keith Buckley    | Kawasaki | 2:17"33'8 |            |
| 17  | Davy Gordon      | Kawasaki | 2:17"52'2 |            |
| 18  | Ray Knight       | Honda    | 2:18"25'6 |            |
| 19  | Hartley Kerner   | Honda    | 2:18"47'4 |            |
| 20  | Ron Roebury      | Honda    | 2:20"57'6 |            |
| DNF | Graeme McGregor  | Ducati   |           |            |
| DNF | Andy McGladdery  | Kawasaki |           |            |
| DNF | Charlie Williams | Harris   |           |            |
| DNF | George Fogarty   | Ducati   |           |            |

## Junior 350 cc TT
9 juni, 6 ronden, motoren tot 350 cc.
Nu Jon Ekerold zijn contract met Cagiva beëindigd had, kon hij deelnemen aan de TT van Man in plaats van de GP van Joegoslavië. Met zijn Bimota-Yamaha nam hij meteen de leiding en na de eerste ronde had hij al een kleine voorsprong op Graeme McGregor en Con Law. Phil Mellor reed toen nog op de vijfde plaats, maar had na twee ronden de leiding overgenomen. Ekerold viel halverwege de race uit door een kapotte versnellingsbak en McGregor door problemen met zijn remmen. Mellor won met een halve minuut voorsprong op Trevor Nation, terwijl veteraan Chas Mortimer in de laatste ronde de derde plaats pakte toen ook Con Law bij Union Mills met pech uitviel. 

### Uitslag Junior 350 cc TT
| Pos | Coureur          | Merk          | Tijd            | Snelheid        |
| --- | ---------------- | ------------- | --------------- | --------------- |
| 1   | Phil Mellor      | Yamaha        | 2:06"25'2       | 107,44 mph      |
| 2   | Trevor Nation    | Yamaha        | 2:06"59'0       |                 |
| 3   | Chas Mortimer    | Yamaha        | 2:07"19'2       |                 |
| 4   | Sam McClements   | Yamaha        | 2:07"30'2       |                 |
| 5   | Steve Tonkin     | Yamaha        | 2:07"51'0       |                 |
| 6   | Rob Vine         | Yamaha        | 2:08"32'4       |                 |
| 7   | Neil Tuxworth    | British Wicks | 2:09"57'0       |                 |
| 8   | Dave Dean        | Yamaha        | 2:10"18'6       |                 |
| 9   | Bob Heath        | Yamaha        | 2:10"33'4       |                 |
| 10  | Graham Young     | Yamaha        | 2:10"51'6       |                 |
| 11  | Denis Ireland    | Yamaha        | 2:11"04'8       |                 |
| 12  | Martin Barr      | Yamaha        | 2:11"19'2       |                 |
| 13  | Gerard Brennan   | Yamaha        | 2:11"38'2       |                 |
| 14  | Ricky Burrows    | Yamaha        | 2:11"53'6       |                 |
| 15  | Tony Head        | Yamaha        | 2:12"29'4       |                 |
| 16  | Andy Cooper      | Yamaha        | 2:13"19'0       |                 |
| 17  | Dave Ashton      | Yamaha        | 2:13"49'6       |                 |
| 18  | Dave Broadhead   | Yamaha        | 2:14"07'8       |                 |
| 19  | Klaus Klein      | Yamaha        | 2:14"39'2       |                 |
| 20  | Colin Bevan      | Yamaha        | 2:15"06'4       |                 |
| DNF | Roger Burnett    | Yamaha        |                 |                 |
| DNF | Con Law          | Yamaha        |                 |                 |
| DNF | Graeme McGregor  | Yamaha        | Remmen          |                 |
| DNF | Jon Ekerold      | Yamaha        | Versnellingsbak | Versnellingsbak |
| DNF | Simon Buckmaster | Yamaha        |                 |                 |
| DNF | Tony Rutter      | Onbekend      |                 |                 |

## Formula Two TT
9 juni, 4 ronden, viertaktmotoren van 400- tot 600 cc en tweetaktmotoren van 250- tot 350 cc.
Graeme McGregor leek met zijn Ducati 600 Pantah op weg naar de overwinning van de Formula Two TT. Na de eerste ronde had hij al 12 seconden voorsprong op Tony Rutter. Na de tweede ronde was de voorsprong al bijna een minuut, maar de Australiër had te veel van zijn banden gevergd. Rutter had nog wat over, reed een nieuw ronderecord en passeerde McGregor, die nog moeite had zijn tweede plaats te verdedigen tegen Phil Mellor. Uiteindelijk won Rutter met ruim een minuut voorsprong. 

### Uitslag Formula Two TT
| Pos | Coureur            | Merk     | Tijd      | Snelheid   |
| --- | ------------------ | -------- | --------- | ---------- |
| 1   | Tony Rutter        | Ducati   | 1:23"41'2 | 108,21 mph |
| 2   | Graeme McGregor    | Ducati   | 1:24"52'4 |            |
| 3   | Phil Mellor        | Yamaha   | 1:25"42'0 |            |
| 4   | Steve Tonkin       | Ducati   | 1:26"59'4 |            |
| 5   | Malcolm Wheeler    | Laverda  | 1:27"16'6 |            |
| 6   | Pete Wild          | Yamaha   | 1:28"37'6 |            |
| 7   | Steve Henshaw      | Yamaha   | 1:29"16'6 |            |
| 8   | Abe Walsh          | Honda    | 1:30"18'6 |            |
| 9   | Steve Cull         | Ducati   | 1:31"21'4 |            |
| 10  | Dave Arnold        | Ducati   | 1:32"11'6 |            |
| 11  | Bernard Murray     | Kawasaki | 1"32"19'0 |            |
| 12  | Dave Roper         | Kawasaki | 1:32"59'6 |            |
| 13  | Hans-Otto Butenuth | Honda    | 1:33"50'0 |            |
| 14  | Rob Brewer         | Honda    | 1:34"14'6 |            |
| 15  | David Smith        | Yamaha   | 1:35"01'2 |            |
| 16  | Ron Roebury        | Honda    | 1:35"25'2 |            |
| 17  | John Caffrey       | Ducati   | 1:35"36'2 |            |
| 18  | Klaus Klein        | Kawasaki | 1:35"44'6 |            |
| 19  | Dennis Trollope    | Yamaha   | 1:36"12'6 |            |
| 20  | Alan Cathcart      | Laverda  | 1:36"34'8 |            |
| DNF | Frank Rutter       | Honda    |           |            |
| DNF | Trevor Nation      | Ducati   |           |            |
| DNF | Chas Mortimer      | Onbekend |           |            |

## Junior TT
6 ronden, motoren tot 250 cc.
Toen Graeme McGregor tijdens de TT van 1982 afzag van het aanbod van Dr. Joe Ehrlich om met diens Waddon Ehrlich te rijden werd de machine aan Con Law gegeven, die er prompt mee won. Sindsdien was Ehrlich weer voor zichzelf begonnen met zijn eigen merk EMC, maar Law liet duidelijk zien dat zijn overwinning in 1982 geen toeval was. Dit keer brak hij het twee jaar oude ronderecord van McGregor en hij won met bijna 1 minuut en 20 seconden voorsprong.

### Uitslag Junior TT
| Pos | Coureur         | Merk            | Tijd       | Snelheid   |
| --- | --------------- | --------------- | ---------- | ---------- |
| 1   | Con Law         | EMC             | 2:05"39'6  | 108,09 mph |
| 2   | Graeme McGregor | Yamaha          | 2:06"56'0  |            |
| 3   | Norman Brown    | Yamaha          | 2:07"38'0  |            |
| 4   | Eddie Roberts   | Rotax           | 2:08"12'6  |            |
| 5   | Steve Cull      | Armstrong-Rotax | 2:11"35'8  |            |
| 6   | Bob Jackson     | Armstrong-Rotax | 2:13"28'0  |            |
| 7   | Jon Ekerold     | Bimota-Yamaha   | 2:14"59'2  |            |
| 8   | Andy Cooper     | Yamaha          | 2:17"39'0  |            |
| 9   | Mike Booys      | Rotax           | 2:19"26'6  |            |
| 10  | Dave Dean       | Yamaha          | 2":20"06'0 |            |
| 11  | Bob Heath       | Yamaha          | 2:20"10'2  |            |
| 12  | Colin Bevan     | Yamaha          | 2:20"25'4  |            |
| 13  | Paul Tinker     | Yamaha          | 2:20"49'4  |            |
| 14  | Ivan Gray       | Spondon         | 2:21"44'0  |            |
| 15  | Andrew Machin   | Yamaha          | 2:22"21'2  |            |
| 16  | Kiyotaka Sakaï  | Yamaha          | 2:22"26'8  |            |
| 17  | Steve Murray    | Yamaha          | 2:23"53'4  |            |
| 18  | David Smith     | Yamaha          | 2:24"03'8  |            |
| 19  | Anders Skov     | Yamaha          | 2:24"25'8  |            |
| 20  | Ken Inwood      | Yamaha          | 2:26"39'8  |            |
| DNF | Steve Tonkin    | Armstrong-Rotax |            |            |
| DNF | Phil Mellor     | Rotax           |            |            |
| DNF | Tony Rutter     | Yamaha          |            |            |
| DNF | Steve Henshaw   | EMC             |            |            |
| DNF | Neil Tuxworth   | British Wicks   |            |            |
| DNF | Chas Mortimer   | Onbekend        |            |            |
| DNF | Tony Head       | Onbekend        |            |            |

## Senior Classic TT
10 juni, 6 ronden, tweetaktmotoren tot 500 cc, viertaktmotoren tot 1.000 cc.
In het begin van de Senior Classic TT leek het erop dat Norman Brown de held van de dag zou worden. Met zijn Suzuki nam hij meteen de leiding en in de tweede ronde verpulverde hij het absolute ronderecord. Hij had toen een kleine voorsprong op teamgenoot Mick Grant, terwijl Honda-rijder Joey Dunlop op de derde plaats lag. Na de derde ronde vergat Brown echter zijn tankstop te maken, waardoor hij zonder benzine kwam te staan. McElnea nam de leiding nadat hij met een sputterende motor de pit net kon halen om te tanken. Daarna kon hij een flinke voorsprong opbouwen en hij kreeg zelfs signalen van zijn team om het rustig aan te doen. Con Law had al een flinke achterstand en werd tweede met meer dan twee minuten achterstand. Dunlop moest net als in de Formula One TT zijn achterband laten vervangen, maar werd toch nog derde voor Charlie Williams. 

### Uitslag Senior Classic TT
| Pos | Coureur          | Merk     | Tijd      | Snelheid   |
| --- | ---------------- | -------- | --------- | ---------- |
| 1   | Rob McElnea      | Suzuki   | 1:58"18'2 | 114,81 mph |
| 2   | Con Law          | Suzuki   | 2:00"13'6 |            |
| 3   | Joey Dunlop      | Honda    | 2:00"24'4 |            |
| 4   | Charlie Williams | Honda    | 2:01"31'4 |            |
| 5   | Mick Grant       | Suzuki   | 2:01"32'0 |            |
| 6   | Bernard Murray   | Kawasaki | 2:03"26'2 |            |
| 7   | Graeme McGregor  | Yamaha   | 2:04"33'2 |            |
| 8   | Trevor Nation    | Suzuki   | 2:04"38'4 |            |
| 9   | Kenny Harrison   | Yamaha   | 2:05"10'6 |            |
| 10  | Steve Williams   | Yamaha   | 2:06"37'4 |            |
| 10  | Phil Mellor      | Yamaha   | 2:06"37'4 |            |
| 12  | Kevin Wilson     | Suzuki   | 2:07"12'0 |            |
| 13  | Tony Rutter      | Yamaha   | 2:07"16'0 |            |
| 14  | Alan Jackson jr. | Suzuki   | 2:07"50'8 |            |
| 15  | Michael Hunt     | Yamaha   | 2:08"11'0 |            |
| 16  | Pete Wild        | Yamaha   | 2:09"24'4 |            |
| 17  | Andy Cooper      | Yamaha   | 2:09"29'2 |            |
| 18  | Chris Grose      | Yamaha   | 2:09"35'2 |            |
| 19  | Bob Heath        | Yamaha   | 2:10"47'2 |            |
| 20  | Mark Salle       | Suzuki   | 2:11"21'8 |            |
| 22  | Ray Knight       | Honda    | 2:12"42'2 |            |
| 23  | Roger Burnett    | Yamaha   | 2:12"57'6 |            |
| 31  | Simon Buckmaster | Suzuki   | 2:18"08'0 |            |
| DNF | Steve Henshaw    | Suzuki   |           |            |
| DNF | Roger Marshall   | Honda    | Vastloper |            |
| DNF | Steve Parrish    | Yamaha   |           |            |
| DNF | Norman Brown     | Suzuki   | Brandstof |            |
| DNF | Chris Guy        | Suzuki   |           |            |
| DNF | Stuart Avant     | Suzuki   |           |            |
| DNF | Chas Mortimer    | Suzuki   |           |            |
| DNF | George Fogarty   | Suzuki   |           |            |
| DNF | Steve Tonkin     | Onbekend |           |            |

## Sidecar TT Leg One
4 juni, 3 ronden
Twee favorieten konden in de eerste manche van de Sidecar TT geen indruk maken: Trevor Ireson was niet gestart omdat zijn bakkenist Ashley Wooler al tijdens de training te kennen had gegeven dat hij het geen hele race vol zou houden en Mick Boddice viel in de laatste ronde bij Ballaugh stil. Dick Greasley won met zijn verouderde Busch-Yamaha voor het echtpaar Dennis en Julia Bingham.

### Uitslag Sidecar TT Leg One
| Pos | Coureur          | Bakkenist         | Merk           | Tijd      | Snelheid   |
| --- | ---------------- | ----------------- | -------------- | --------- | ---------- |
| 1   | Dick Greasley    | Stuart Atkinson   | Busch-Yamaha   | 1:05"08'6 | 104,25 mph |
| 2   | Dennis Bingham   | Julia Bingham     | Padgett-Yamaha | 1:05"23'8 |            |
| 3   | Keith Cousins    | Philip Hookham    | Yamaha         | 1:06"09'8 |            |
| 4   | Nick Edwards     | Brian Marris      | Yamaha         | 1:06"23'2 |            |
| 5   | Derek Plummer    | Roger Tomlinson   | Yamaha         | 1:05"58'8 |            |
| 6   | Lowry Burton     | Pat Cushnahan     | Yamaha         | 1:07"54'8 |            |
| 7   | Dennis Keen      | Colin Hardman     | Yamaha         | 1:08"16'6 |            |
| 8   | Steve Sinnott    | Norman Burgess    | Yamaha         | 1:08"33'4 |            |
| 9   | Derek Bayley     | Brian Nixon       | Yamaha         | 1:09"11'4 |            |
| 10  | Brian Hargreaves | John Hennigan     | Yamaha         | 1:10"59'0 |            |
| 11  | Mike Alexander   | Alan Worsfold     | Yamaha         | 1:11"04'8 |            |
| 12  | Barry Brindley   | Christopher Jones | Yamaha         | 1:11"48'4 |            |
| 13  | John Phillips    | Malcolm Hollis    | Yamaha         | 1:12"16'8 |            |
| 14  | Colin Jacobs     | Ken Waller        | Yamaha         | 1:12"27'2 |            |
| 15  | Mike Jones       | Dave Saunders     | Kawasaki       | 1:12"34'4 |            |
| 16  | Gerrard Flynn    | Alan Blackhurst   | Yamaha         | 1:13"24'4 |            |
| 17  | Alan May         | Micky Gray        | Yamaha         | 1:13"28'6 |            |
| 18  | Warwick Newman   | Alan Warner       | Yamaha         | 1:14"00'4 |            |
| 19  | Michael Burcombe | Derek Rumble jr.  | MBS            | 1:14"01'0 |            |
| 20  | Tim Eade         | Chris Plant       | Yamaha         | 1:14"03'0 |            |
| DNF | Roy Hanks        | Donnie Williams   | Yamaha         |           |            |
| DNF | Steve Webster    | Tony Hewitt       | Yamaha         |           |            |
| DNF | Mick Boddice     | Chas Birks        | Yamaha         |           |            |
| DNF | Steve Abbott     | Vince Biggs       | Seymaz-Yamaha  |           |            |

## Sidecar TT Leg Two
Na veertien jaar deelname won Mick Boddice eindelijk een manche van de Sidecar TT. Dit keer viel Dick Greasley uit. Nick Edwards werd tweede en omdat hij in de eerste manche vierde was geworden eindigde hij als totaalwinnaar. 

### Uitslag Sidecar TT Leg Two
| Pos | Coureur          | Bakkenist         | Merk           | Tijd      | Snelheid   |
| --- | ---------------- | ----------------- | -------------- | --------- | ---------- |
| 1   | Mick Boddice     | Chas Birks        | Yamaha         | 1:04"36'6 | 105,11 mph |
| 2   | Nick Edwards     | Brian Marris      | Yamaha         | 1:05"31'8 | 103,63 mph |
| 3   | Roy Hanks        | Donnie Williams   | Yamaha         | 1:06"32'4 | 102,06 mph |
| 4   | Nigel Rollason   | Colin Bairnson    | Barton Phoenix | 1:07"03'0 | 101,28 mph |
| 5   | David Lawrence   | Geoff Leitch      | Yamaha         | 1:08"03'8 | 99,78 mph  |
| 6   | Keith Cousins    | Philip Hookham    | Yamaha         | 1:08"54'2 | 98,56 mph  |
| 7   | Barry Brindley   | Christopher Jones | Yamaha         | 1:10"22'4 | 96,50 mph  |
| 8   | Dennis Holmes    | Steve Bagnall     | Yamaha         | 1:10"40'4 | 96,09 mph  |
| 9   | John Phillips    | Malcolm Hollis    | Yamaha         | 1:11"23'2 | 95,13 mph  |
| 10  | Brian Hargreaves | John Hennigan     | Yamaha         | 1:11"46'2 | 94,62 mph  |
| 11  | Brian Gray       | David Carr        | Yamaha         | 1:11"58'2 | 94,36 mph  |
| 12  | Alan May         | Micky Gray        | Yamaha         | 1:12"03'8 | 94,24 mph  |
| 13  | Helmut Lunemann  | Eddie Kiff        | Yamaha         | 1:12"18'4 | 93,92 mph  |
| 14  | Dave Hallam      | Barry Dunn        | Yamaha         | 1:12"23'4 | 93,81 mph  |
| 15  | Colin Hopper     | Peter Minion      | Yamaha         | 1:12"30'4 | 93,66 mph  |
| 16  | Gerrard Flynn    | Alan Blackhurst   | Yamaha         | 1:12"45'0 | 93,35 mph  |
| 17  | Michael Burcombe | Derek Rumble jr.  | MBS            | 1:13"58'0 | 91,81 mph  |
| 18  | Colin Jacobs     | Ken Waller        | Yamaha         | 1:14"06'6 | 91,63 mph  |
| 19  | Asger Nielsen    | Johnni Andersen   | Yamaha         | 1:14"25'2 | 91,25 mph  |
| 20  | Derek Rumble     | Alan Dudley       | Suzuki         | 1:14"30'6 | 91,14 mph  |
| DNF | Steve Abbott     | Vince Biggs       | Seymaz-Yamaha  |           |            |
| DNF | Dennis Bingham   | Julia Bingham     | Padgett-Yamaha |           |            |
| DNF | Dick Greasley    | Stuart Atkinson   | Busch-Yamaha   |           |            |

## Trivia

### Te snel
Ashley Wooller, de bakkenist van Trevor Ireson, had al zes keer deelgenomen aan de Sidecar TT, als bijrijder van David Houghton. Met Trevor Ireson was het echter een ander verhaal. Tijdens de training klopte Wooller op de rug van Ireson en deelde mee dat hij het genoeg vond. Vooral de hoge snelheden op de Mountain Section hield hij niet vol, door de vele oneffenheden die voor de nodige blauwe plekken zorgden. 

### Vervanger
Na het vertrek van Roger Marshall naar Honda huurde Suzuki de jonge Rob McElnea als vervanger in. Dat pakte goed uit: McElnea werd derde in de Formula One TT en won de Senior Classic TT. Marshall kreeg geen Honda RS 850 R viertakt, maar moest het doen met een Honda RS 500 R, waarmee hij in de Senior Classic door een vastloper uitviel. 
1907 · 1908 · 1909 · 1910 · 1911 · 1912 · 1913 · 1914 · Eerste Wereldoorlog · 1920 · 1921 · 1922 · 1923 · 1924 · 1925 · 1926 · 1927 · 1928 · 1929 · 1930 · 1931 · 1932 · 1933 · 1934 · 1935 · 1936 · 1937 · 1938 · 1939 · Tweede Wereldoorlog · 1947 · 1948 · 1949 · 1950 ·1951 · 1952 · 1953 · 1954 · 1955 · 1956 · 1957 · 1958 · 1959 · 1960 · 1961 · 1962 · 1963 · 1964 · 1965 · 1966 · 1967 · 1968 · 1969 · 1970 · 1971 · 1972 · 1973 · 1974 · 1975 · 1976 · 1977 · 1978 · 1979 · 1980 · 1981 · 1982 · 1983 · 1984 · 1985 · 1986 · 1987 · 1988 · 1989 · 1990 · 1991 · 1992 · 1993 · 1994 · 1995 · 1996 · 1997 · 1998 · 1999 · 2000 · 2002 · 2003 · 2004 · 2005 · 2006 · 2007 · 2008 · 2009 · 2010 · 2011 · 2012 · 2013 · 2014